# Jacques de Révigny
Jacques de Révigny oder Jacobus de Ravanis (* 1230/40 wohl im lothringischen Revigny-sur-Ornain; † 1296 in Ferentino) war ein Rechtsgelehrter (Legist) und Bischof von Verdun im 13. Jahrhundert. Er gehörte zu den Kommentatoren.

## Leben
Von Révignys Leben ist kaum etwas bekannt. Wahrscheinlich ab den sechziger Jahren des 13. Jahrhunderts studierte er als Schüler des Jean de Monchy (Johannes de Monciaco) an der Universität von Orléans, wo sich zu dieser Zeit eine bedeutende Schule des weltlichen und römischen Rechts etabliert hatte. Als Student machte er sich 1260 einen Namen als Opponent des Gastprofessors Franciscus Accursii von der Universität von Bologna, den er in einem Disput zum Schweigen brachte. Unmittelbar darauf erhielt er in Orléans einen Lehrstuhl als Professor, den er mindestens bis 1270 innehatte.
Als Erzdiakon in Toul wurde Révigny 1289 von Papst Nikolaus IV. zum Bischof von Verdun ernannt (Weihe 13. März 1290), obwohl das Domkapitel einen anderen Kandidaten gewählt hatte. Dies hatte einen andauernden Konflikt mit der Bürgerschaft von Verdun zur Folge, der seine gesamte Amtszeit prägte. Während einer Reise nach Italien, wo er diesen Konflikt dem Papst vorlegen wollte, starb Révigny.

## Wirken
Zusammen mit Pierre de Belleperche (Petrus de Bellapertica, † 1308) war Révigny einer der bedeutendsten Rechtsgelehrten des 13. Jahrhunderts der Rechtsschule von Orléans, die zu ihrer Zeit sogar die von Bologna in den Schatten stellte. Révigny befasste sich vor allem mit dem Verwaltungsrecht, sowohl in weltlichen auch als kirchlichen Praxen. Er galt als Kritiker des nordfranzösischen Gewohnheitsrechts und war zugleich ein Verfechter des römischen Rechts. Zusammen mit Belleperche schrieb er Kommentare zu mehreren Teilen des später so genannten Corpus iuris civilis.
Weiterhin war Révigny ein Befürworter einer französischen Königsmacht, wenngleich er im Gegensatz zu anderen Legisten seiner Zeit, wie beispielsweise Jean de Blanot, das Königtum in fest umrissenen Grenzen wissen wollte. Bekannt wurde dabei seine Aussage, dass Frankreich von Rechts wegen nicht vom heiligen römischen Reich unabhängig sei und der französische König deshalb dem Kaiser unterstehe. Sollte der König dies nicht erkennen, so Révigny, sei dies nicht sein Problem. Auch sollte ein Baron einzig zur Verteidigung „seiner Heimat“ (Lehen) verpflichtet sein und nicht zur Verteidigung der „Heimat des Königs“ (das Königreich). Dazu ist allerdings anzumerken, dass Révigny zeit seines Lebens ein reiner Rechtsgelehrter blieb, der sich auf das Studium der Texte beschränkte, sich aber von den politischen Realitäten fernhielt.
Révignys wichtigster Nachlass sind seine nahezu 150 schriftlich erhaltenen Repetitionen zum Codex Justinianus, den Digesten und den Institutiones, eine Gattung die stark zur Systematisierung und Vertiefung des gelehrten Rechts beigetragen hat. Auch wird ihm die Zusammenfassung des ersten Rechtswörterbuchs (Dictionarium iuris) zugeschrieben. Die wichtigsten Vermittler seiner Lehren waren Belleperche und Cino da Pistoia († 1336/37), von denen letzterer vor allem in Italien für ihre Verbreitung sorgte. Überhaupt sind zahlreiche Lehrmeinungen Révignys nur durch italienische Autoren aus dem 14. Jahrhundert überliefert worden, von denen besonders Bartolus de Saxoferrato, ein Schüler des Cino, heraussticht.

## Veröffentlichte Werke
- Lectura Institutionum (Pavia 1504, Nachdruck Bologna 1972), unter dem Namen Bartolus de Saxoferrato veröffentlicht
- Lectura super Codice (Paris 1519, Nachdruck Bologna 1967 und Frankfurt am Main 1968), unter dem Namen Pierre de Belleperche veröffentlicht
- Les oeuvres: d’après 2 ms. de la Bibliothèque Nationale (kommentierte Ausgabe Paris 1899, Digitalisat)